# Bukovčak
Bukovčak je naseljeno mjesto u Zagrebačkoj županiji u sastavu grada Velike Gorice u Vukomeričkim goricama. Neposredno u blizini Bukovčaka, uz cestu prema Dubrancu, smjestio se 255 m visok vrh Žeridovka, najviša točka Vukomeričkih gorica. Prema popisu stanovništva iz 2011. godine naselje ima 65 stanovnika na površini od 3,41 kvadratnih kilometara. Gustoća naseljenosti je 19 stanovnika po kilometru kvadratnom. Bukovčak ima 23 domaćinstva.

## Stanovništvo
| broj stanovnika | 157   | 161   | 142   | 175   | 159   | 179   | 183   | 209   | 173   | 171   | 163   | 124   | 103   | 72    | 77    | 65    | 61    |
|                 | 1857. | 1869. | 1880. | 1890. | 1900. | 1910. | 1921. | 1931. | 1948. | 1953. | 1961. | 1971. | 1981. | 1991. | 2001. | 2011. | 2021. |